# Gubernator generalny Antigui i Barbudy
Gubernator generalny Antigui i Barbudy – przedstawiciel brytyjskiego monarchy jako głowy państwa na terenie Antigui i Barbudy.

## Uprawnienia
Funkcja gubernatora generalnego znajduje umocowanie prawne w konstytucji, w rozdziale III, artykuły 22–26.
Dodatkowo artykuł 80 ogranicza władzę gubernatora do funkcji ceremonialnych, gdyż jest zobowiązany do działania zgodnymi z zaleceniami premiera i ministrów, ze ściśle określonymi wyjątkami. Te wyjątki to sytuacje, gdy jest wykonawcą konstytucyjnych konsekwencji decyzji innych organów państwowych (np. pozbawienie urzędu na skutek decyzji trybunału, albo odwołanie premiera na skutek wotum nieufności w parlamencie). Artykuł 81 nakazuje dokładne i regularne informowanie gubernatora o wszystkich sprawach związanych z rządem.

## Lista gubernatorów generalnych
| # | Imię i Nazwisko             | Portret         | Kadencja         | Kadencja          | Monarcha                |
| # | Imię i Nazwisko             | Portret         | Od               | Do                | Monarcha                |
| - | --------------------------- | --------------- | ---------------- | ----------------- | ----------------------- |
| 1 | Wilfred Jacobs (1919-1995)  |                 | 1 listopada 1981 | 10 czerwca 1993   | Elżbieta II (1981–2022) |
| 2 | James Carlisle (ur. 1937)   |                 | 10 czerwca 1993  | 30 czerwca 2007   | Elżbieta II (1981–2022) |
| 3 | Louise Lake-Tack (ur. 1944) |                 | 17 lipca 2007    | 14 sierpnia 2014  | Elżbieta II (1981–2022) |
| 4 | Rodney Williams (ur. 1947)  |                 | 14 sierpnia 2014 | 8 września 2022   | Elżbieta II (1981–2022) |
| 4 | Rodney Williams (ur. 1947)  | 8 września 2022 | nadal            | Karol III (2022–) |                         |